# Friedenskirche (Siegen)

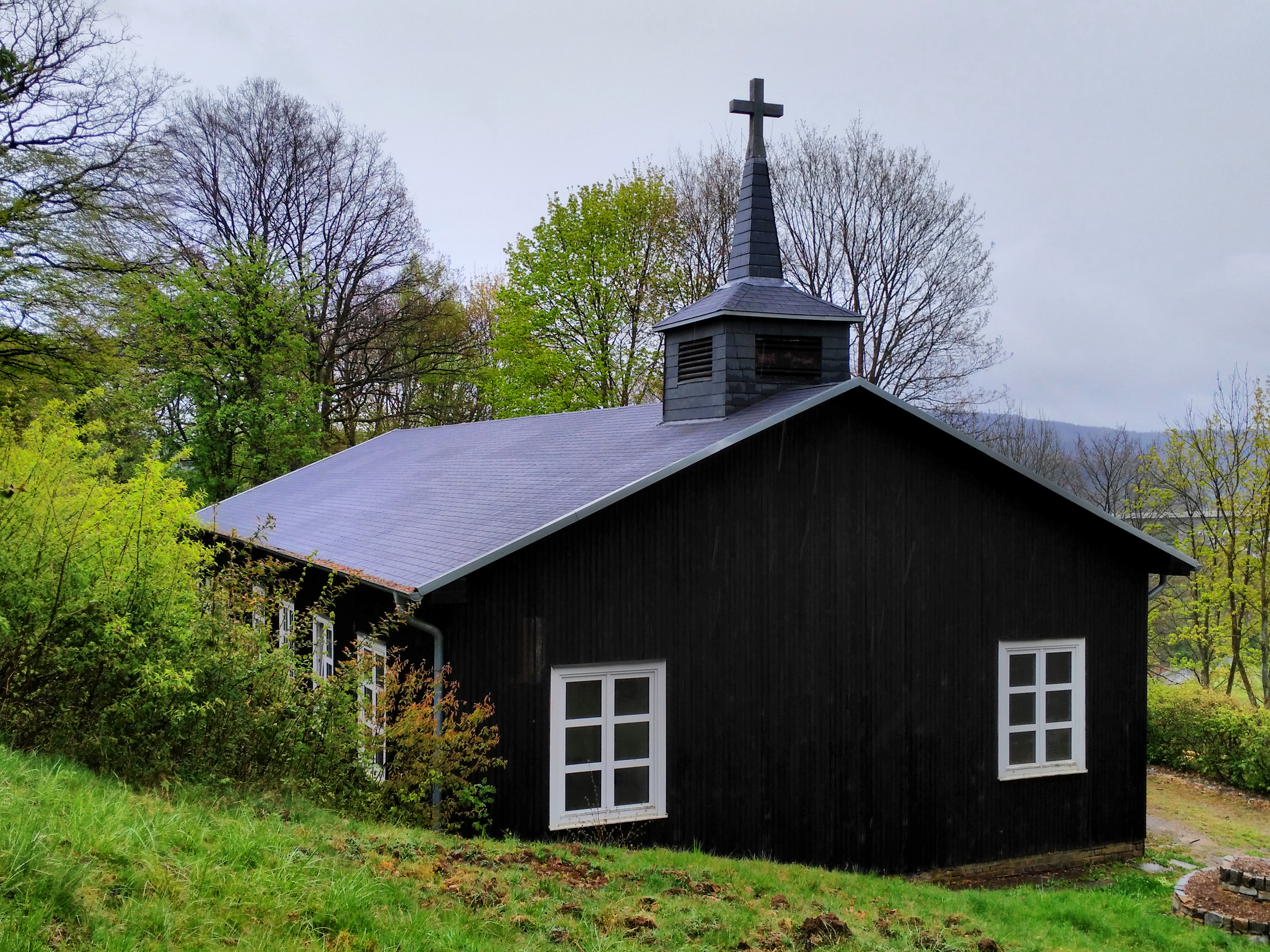
Die (entwidmete) Friedenskirche in Siegen-Achenbach am 1. Mai 2017

Die Friedenskirche ist eine ehemalige evangelisch-reformierte Holzkirche im Siegener Stadtteil Achenbach. Sie war bis zu ihrer Entwidmung eine von drei Gottesdienststätten der Christus-Kirchengemeinde Siegen und steht heute unter Denkmalschutz.

## Errichtung auf der Eintracht
Nach dem Ende des Zweiten Weltkrieges spendete die reformierte Zionsgemeinde in Evansville, Indiana (USA) die Kirche als Zeichen der Verbundenheit und Versöhnung an die Siegener Bürger. Sie wurde in Schweden in Auftrag gegeben und gebaut und am 8. August 1948 auf dem Eintrachtgelände in Siegen eingeweiht. Zur Einweihung trug sie den Namen Johanneskirche.

## Umzug nach Achenbach
Zehn Jahre später sollte auf dem Gelände der Neubau der Siegerlandhalle errichtet werden. Statt die noch junge Holzkirche abzureißen, wurde sie demontiert und an ihrem neuen Standort in Achenbach wieder aufgebaut. Am 1. Weihnachtstag 1958 fand der erste Gottesdienst in der wiedererrichteten Holzkirche mit Pfarrer Ernst Haas statt. Die offizielle Einweihung unter dem Namen Friedenskirche erfolgte am 7. Mai 1959. Der neue Name wurde gewählt, um auf den Ursprung des Gotteshauses als Zeichen der Versöhnung und des Friedens hinzuweisen. Im Innenraum wurde über dem Abendmahlstisch als Inschrift das Bibelwort „Er ist unser Friede“ aus Epheser 2,14 angebracht.

## Heutige Situation
Weil sie als baufällig und einsturzgefährdet galt, fanden in der Friedenskirche bereits seit 2011 keine Gottesdienste mehr statt. Anfang 2016 wurde sie als Gottesdienststätte entwidmet und an den Heimatverein Achenbach verkauft. Nach eingehender Renovierung beherbergt die Friedenskirche nun ein Integrationsprojekt für traumatisierte Flüchtlinge und Jugendliche. Seit 2021 wird das Projekt „Gemeinsam nicht einsam“, gefördert durch die Aktion Mensch, umgesetzt, welches Menschen mit schwierigen Lebensläufen eine neue Heimat bietet. Zudem ist hier der Standort der Sozialberatung Achenbach, die durch spezialisierte Fachkräfte der Gemeinnützigen Qualifizierungs- und Weiterbildungsgesellschaft des HV Achenbach UG geleitet wird. Alle, die schnelle und unbürokratische Hilfe benötigen, können hier kostenlose Beratung und Unterstützung erhalten.

## Besonderheiten
Die Friedenskirche weist einige Besonderheiten gegenüber anderen Kirchen auf:
- Sie gilt als erste neu erbaute evangelische Kirche in Siegen nach der Reformation.
- Sie ist eine der wenigen Kirchen in Deutschland, die ihren Standort gewechselt haben.[1][2]
- Sie ist [sicher nicht[3]] die einzige Kirche in Deutschland, die ihren Namen gewechselt hat.[1]